# Maison de Luxembourg
 (juillet 2024).
Si vous disposez d'ouvrages ou d'articles de référence ou si vous connaissez des sites web de qualité traitant du thème abordé ici, merci de compléter l'article en donnant les références utiles à sa vérifiabilité et en les liant à la section « Notes et références ».
Pour les articles homonymes, voir Maison de Luxembourg (homonymie).
La maison de Luxembourg est une branche cadette de la maison de Limbourg, issue du second mariage de Waléran III, duc de Limbourg avec Ermesinde Ire, comtesse de Luxembourg.

## Branche aînée
La branche aînée accéda au Saint-Empire romain germanique avec Henri VII de Luxembourg, et donna quatre empereurs:
- Henri VII de 1308 à 1312 ;
- Charles IV de 1355 à 1378, petit-fils du précédent ;
- Venceslas Ier de 1378 à 1400, fils du précédent ;
- Sigismond Ier de 1411 à 1437, frère du précédent.

Jean l'Aveugle, le fils d'Henri VII et père de Charles IV, épousa l'héritière de Bohême et ses descendants furent rois de Bohême. Élisabeth de Goerlitz, la dernière représentante de cette branche, mourut en 1451 après avoir vendu le comté de Luxembourg en 1441 (traité d'Hesdin) à Philippe III le Bon, duc de Bourgogne, lui-même petit-fils de Philippe le Hardi dont la mère, Bonne de Luxembourg, était une fille de Jean l'Aveugle.

## Branche cadette
- Luxembourg-Ligny
  - Luxembourg-Saint-Pol

## Filiation
```
Waléran 
III
 (1170 † 1226), 
duc de Limbourg
 et 
comte de Luxembourg

X 1) Cunégonde de Lorraine 
X 2) 
Ermesinde de Luxembourg
, comtesse de Luxembourg
│
├2> 
Henri 
V
 le Blond
 († 1271), comte de Luxembourg 
│   X 
Marguerite de Bar
 
dame de
 
Ligny
 et de 
Roussy
 (1220 † 1275)
│   │
│   ├─> 
Henri 
VI
 (1250 † 1288), comte de Luxembourg
│   │   X 
Béatrice d'Avesnes
(† 1321)
│   │   │
│   │   ├─> 
Henri 
VII
 (1274 † 1313), comte de Luxembourg, 
roi des Romains
, 
empereur

│   │   │   X 
Marguerite de Brabant
 (1276 † 1311)
│   │   │   │
│   │   │   ├─> 
Jean 
I
er
 l'Aveugle
 (1296 † 1346), comte de Luxembourg et 
roi de Bohême

│   │   │   │   X 1) 
Elisabeth de Bohême
 (1292-1330)
│   │   │   │   X 2) 
Béatrice de Bourbon
 (1320-1383)
│   │   │   │   │
│   │   │   │   ├1> Marguerite (1313 † 1341), mariée en 1328 à 
Henri 
XV
 (1304 † 1339), 
duc de Basse-Bavière

│   │   │   │   │
│   │   │   │   ├1> 
Bonne
 (1315 † 1349), marié en 1332 à 
Jean 
II
 le Bon
 (1319 † 1364), 
roi de France

│   │   │   │   │
│   │   │   │   ├1> 
Charles 
IV
 (1316 † 1378), roi de Bohême et empereur 
│   │   │   │   │   X 1) 1329 
Blanche de Valois
 (1316 † 1348)
│   │   │   │   │   X 2) 1349 Anne de Wittelsbach (1329 † 1353)
│   │   │   │   │   X 3) 1353 Anne de Schweidnitz (1339 † 1362)
│   │   │   │   │   X 4) 1363 
Elisabeth de Poméranie
 (1345 † 1392)
│   │   │   │   │   │
│   │   │   │   │   ├1> 
Marguerite
 (1335 † 1349)
│   │   │   │   │   │   X 1338 
Louis 
I
er
 de Hongrie
 (1326 † 1382)
│   │   │   │   │   │
│   │   │   │   │   ├1> 
Catherine
 (1342 † 1386/95)
│   │   │   │   │   │   X 1) 1356 
Rodolphe 
IV
 d'Autriche
 (1339 † 1365)
│   │   │   │   │   │   X 2) 1366 
Otto 
V
 de Bavière
 (1347 † 1379)
│   │   │   │   │   │
│   │   │   │   │   ├2> Wenceslas (1350 † 1351)
│   │   │   │   │   │
│   │   │   │   │   ├3> 
Elisabeth
 (1358 † 1373)
│   │   │   │   │   │   X 1366 
Albert 
III
 d'Autriche
 (*1349 † 1395)
│   │   │   │   │   │
│   │   │   │   │   ├3> 
Wenceslas 
II
 (1361 † 1419), 
roi de Bohême
, 
empereur
 et duc de Luxembourg
│   │   │   │   │   │   X 1) 1370 Jeanne de Bavière (1356 † 1386)
│   │   │   │   │   │   X 2) 1389 Sophie de Bavière-Munich (1376 † 1425)
│   │   │   │   │   │
│   │   │   │   │   ├4> 
Anne
 (1366 †1394), épouse de 
Richard 
II
 d'Angleterre

│   │   │   │   │   │
│   │   │   │   │   ├4> 
Sigismond 
I
er
 empereur allemand, roi de Bohême et de Hongrie, margrave de Brandebourg
│   │   │   │   │   │   X 1) 1385 
Marie 
I
re
 de Hongrie
 († 1392)
│   │   │   │   │   │   X 2) 1408 
Barbara de Cilli
 († 1451)
│   │   │   │   │   │   │
│   │   │   │   │   │   └2> 
Elisabeth (1409 † 1442)

│   │   │   │   │   │       X 1422 
Albert 
II
 de Habsbourg
, empereur, archiduc d'Autriche, roi de Bohême et de Hongrie
│   │   │   │   │   │
│   │   │   │   │   ├4> 
Jean
 (1370 †1396), duc de 
Goerlitz

│   │   │   │   │   │   X 1388 
Catherine de Mecklembourg-Schwerin-Suède

│   │   │   │   │   │   │
│   │   │   │   │   │   └─> 
Elisabeth
 (1390 † 1451), duchesse de Luxembourg
│   │   │   │   │   │       X 1) 1409 
Antoine de Bourgogne
 (1384 † 1415), 
duc de Brabant
 et 
de Limbourg
 
│   │   │   │   │   │       X 2) 
Jean 
III
 de Bavière
 (1376 † 1425), 
duc de Bavière-Straubing
 
│   │   │   │   │   │
│   │   │   │   │   ├4> Charles (1372 † 1373)
│   │   │   │   │   │
│   │   │   │   │   ├4> Marguerite (1373 † 1410)
│   │   │   │   │   │   X 
Jean 
III
, 
burgrave de Nuremberg

│   │   │   │   │   │
│   │   │   │   │   └4> Henri (1377 † 1378)
│   │   │   │   │
│   │   │   │   ├1> Ottokar (1318 † 1320)
│   │   │   │   │
│   │   │   │   ├1> 
Jean-Henri
 (1322 † 1375), 
comte de Tyrol
 et 
margrave de Moravie

│   │   │   │   │   X 1) 1330 Marguerite, comtesse de Tyrol (1318 † 1369)
│   │   │   │   │   X 2) 1350 Marguerite de 
Troppau
 (1330 † 1363)
│   │   │   │   │   X 3) 1364 Marguerite d'Autriche (1346 † 1366)
│   │   │   │   │   X 4) 1366 Elisabeth d'Öttingen († 1409)
│   │   │   │   │   │
│   │   │   │   │   ├2> 
Jobst
 (1351 † 1411), 
margrave de Moravie
 et 
de Brandebourg
, duc de Luxembourg
│   │   │   │   │   │   X 1372 Elisabeth d'
Opole
 (1360 † 1411)
│   │   │   │   │   │
│   │   │   │   │   ├2> Catherine (1353 † 1378)
│   │   │   │   │   │   X 1372 
Henri
 
Piast
 († 1382), duc de 
Falkenberg
 
│   │   │   │   │   │
│   │   │   │   │   ├2> Procope (1354 † 1405), margrave de Moravie
│   │   │   │   │   │
│   │   │   │   │   ├2> Jean Sobieslav (1356 † 1394), margrave de Moravie 
│   │   │   │   │   │
│   │   │   │   │   ├2> Elisabeth († 1400)
│   │   │   │   │   │   X 1366 
Guillaume 
I
er
 († 1407), 
margrave de Misnie

│   │   │   │   │   │
│   │   │   │   │   └2> Anne († 1405)
│   │   │   │   │       X Pierre de Sternberka († 1397) 
│   │   │   │   │
│   │   │   │   ├1> 
Anne
 (1320 † 1338)
│   │   │   │   │   X 
Othon de Habsbourg
 (1301 † 1339), duc d'Autriche et de Styrie
│   │   │   │   │
│   │   │   │   ├1> Elisabeth (1323 † 1324)
│   │   │   │   │
│   │   │   │   └2> 
Wenceslas 
I
er
 (1337 † 1383), duc de Luxembourg, 
de Brabant et de Limbourg

│   │   │   │       X 
Jeanne de Brabant
 (1322 † 1406)
│   │   │   │
│   │   │   ├─> 
Marie
 (1304 † 1324)
│   │   │   │   X 1322 
Charles 
IV
 (1295 † 1328), 
roi de France

│   │   │   │
│   │   │   └─> 
Béatrice
 (1305 † 1319)
│   │   │       X 1318 
Charles Robert
 (1288 † 1342), 
roi de Hongrie

│   │   │
│   │   ├─> Waléran († 1311), seigneur de 
Dourlers
, de 
Thirimont
 et de 
Consorre

│   │   │
│   │   ├─> Félicité († 1336)
│   │   │   X Jean Tristan († 1309), comte de 
Louvain
-
Gaasbeek
, petit-fils de 
Godefroy

│   │   │
│   │   ├─> 
Baudouin (1285 † 1354)
, 
archevêque de Trèves
 
│   │   │
│   │   └─> Marguerite († 1336), nonne à Lille puis à Marienthal
│   │
│   ├─> 
Waléran 
I
er
 († 1288), 
Seigneur de Ligny

│   │   X Jeanne de 
Beaurevoir

│   │   │
│   │   ├─> 
Waléran 
II
 (1275 † 1354) seigneur de Ligny, de 
Roussy
 et de 
Beauvoir

│   │   │   X Guyotte (1275 † 1338), châtelaine de 
Lille

│   │   │   │
│   │   │   ├─> 
Jean 
I
er
 (1300 † 1364) seigneur de Ligny, de Roussy et de Beauvoir
│   │   │   │   X 1) 
1330
 
Alix de Dampierre-Flandre
 dame d'
Armentières
 et de 
Richebourg
 (1322 † 1346)
│   │   │   │   X 2) Jeanne Bacon
│   │   │   │   │
│   │   │   │   ├1> 
Guy
 (1340 † 1371) seigneur puis comte de Ligny, seigneur de Roussy et de Beauvoir
│   │   │   │   │   X 1354 
Mahaut de Châtillon
 (1335 † 1378), 
comtesse de Saint-Pol
, dame de 
Fiennes
 et de 
Tingry

│   │   │   │   │   │
│   │   │   │   │   ├─> 
Waléran 
III
 (1356 † 1415), comte de Ligny et de Saint-Pol.
│   │   │   │   │   │   X 1) 1380 
Maud Holland
 († 1392)
│   │   │   │   │   │   X 2) 1393 Bonne de Bar († 1400)
│   │   │   │   │   │   │
│   │   │   │   │   │   └1> 
Jeanne
 († 1407)
│   │   │   │   │   │       X 
Antoine de Bourgogne
 (1384 † 1415), 
duc de Brabant et de Limbourg

│   │   │   │   │   │
│   │   │   │   │   ├─> 
Pierre
 (1369 † 1387), 
évêque de Metz
 et cardinal (
Béatifié
 : le 
bienheureux
 Pierre de Luxembourg)
│   │   │   │   │   │
│   │   │   │   │   ├─> Jean (1370 † 1397), seigneur de Beauvoir
│   │   │   │   │   │   X 
Marguerite
 
d'Enghien
, 
comtesse de Brienne
 et de 
Conversano
, dame d'
Enghien
 et de 
Piney
 
│   │   │   │   │   │   │
│   │   │   │   │   │   ├─> 
Pierre 
I
er
 (1390 † 1433), comte de Saint-Pol
│   │   │   │   │   │   │   X Marguerite 
des Baux
 
d'Andria
 (1394 † 1469)
│   │   │   │   │   │   │   │
│   │   │   │   │   │   │   ├─> 
Jacqueline/Jacquette
 (1415 † 1472)
│   │   │   │   │   │   │   │   X 1) 1433 à 
Jean de Lancastre
 († 1435), 
duc de Bedford

│   │   │   │   │   │   │   │   X 2) 1435 
Richard Woodville
, comte de Rivers
│   │   │   │   │   │   │   │   │
│   │   │   │   │   │   │   │   └2> 
Élisabeth Woodville

│   │   │   │   │   │   │   │       X 
Édouard 
IV
 d'Angleterre
 : d'où la suite des 
rois d'Angleterre

│   │   │   │   │   │   │   │
│   │   │   │   │   │   │   ├─> 
Louis de Luxembourg
 (1418 † 1475), comte de Saint-Pol, de Brienne, de Ligny, de Guise et de Conversano
│   │   │   │   │   │   │   │   X 1) 1435 
Jeanne de Bar
 (1415 † 1462), comtesse de 
Marle
 et de 
Soissons
 (comme héritière des 
Coucy
)
│   │   │   │   │   │   │   │   X 2) 1466 
Marie de Savoie
 (1448 † 1475)
│   │   │   │   │   │   │   │   │
│   │   │   │   │   │   │   │   ├1> Jean († 1476), comte de Marle et de Soissons
│   │   │   │   │   │   │   │   │
│   │   │   │   │   │   │   │   ├1> 
Pierre 
II
 († 1482), comte de Saint-Pol, de Soissons et de Marle, x 
Marguerite de Savoie
, d'où 
Marie

│   │   │   │   │   │   │   │   │
│   │   │   │   │   │   │   │   ├1> 
Charles
 (1447 † 1509), 
archevêque de Laon

│   │   │   │   │   │   │   │   │
│   │   │   │   │   │   │   │   ├1> 
Antoine
 († 1519), comte de 
Roussy
, 
de Brienne
 puis 
de Ligny
, d'où la suite de ces comtés et les ducs    
│   │   │   │   │   │   │   │   │   
de Piney-Luxembourg
, 
princes de Tingry

│   │   │   │   │   │   │   │   ├1> 
Jacqueline
 († 1511)
│   │   │   │   │   │   │   │   │   X 1455 à 
Philippe de Croÿ
 († 1511), 
comte de Porcien
 
│   │   │   │   │   │   │   │   │
│   │   │   │   │   │   │   │   ├1> Hélène († 1488)
│   │   │   │   │   │   │   │   │   X 1466 
Janus de Savoie
 († 1491), baron de 
Faucigny

│   │   │   │   │   │   │   │   │
│   │   │   │   │   │   │   │   ├2> Louis († 1503), duc d'
Andria
 
│   │   │   │   │   │   │   │   │
│   │   │   │   │   │   │   │   ├2> Jeanne, nonne à Gand
│   │   │   │   │   │   │   │   │
│   │   │   │   │   │   │   │   └2> Philippe/Philippote, 
abbesse au Moncel
 en 1475 
│   │   │   │   │   │   │   │
│   │   │   │   │   │   │   ├─> 
Thibaud
 († 1477), seigneur de 
Fiennes
 et comte de Brienne
│   │   │   │   │   │   │   │   X 1441 Philippe 
de Melun
 
d'Epinoy
, 
Antoing
 et 
Sottenghien
 († 1456)
│   │   │   │   │   │   │   │   │
│   │   │   │   │   │   │   │   └─> 
Seigneurs de Fiennes ; 
princes de Gavre
 et de 
Martigues

│   │   │   │   │   │   │   │
│   │   │   │   │   │   │   ├─> 
Jacques
 († 1487), 
seigneur de Richebourg

│   │   │   │   │   │   │   │
│   │   │   │   │   │   │   ├─> Valéran, mort jeune
│   │   │   │   │   │   │   │
│   │   │   │   │   │   │   ├─> Jean
│   │   │   │   │   │   │   │
│   │   │   │   │   │   │   ├─> 
Catherine
 († 1492)
│   │   │   │   │   │   │   │   X 1445 
Arthur 
III
 de Bretagne
 (1393 †1458), 
duc de Bretagne
, 
connétable

│   │   │   │   │   │   │   │
│   │   │   │   │   │   │   ├─> Philippe/Philippote, abbesse de Saint-Maixent ? (
de Ste-Maxence
, ce qui évoque 
le Moncel
 ?)
│   │   │   │   │   │   │   │
│   │   │   │   │   │   │   └─> Isabelle († 1472)
│   │   │   │   │   │   │       X 1443 
Charles 
IV
 d'Anjou
 (1414 † 1472), 
comte du Maine
 et 
de Guise

│   │   │   │   │   │   │
│   │   │   │   │   │   ├─> 
Louis
 († 1443), cardinal, 
archevêque de Rouen

│   │   │   │   │   │   │
│   │   │   │   │   │   ├─> 
Jean 
II
 (1392 † 1441), comte de Ligny et 
de Guise
 
│   │   │   │   │   │   │   X Jeanne 
de Béthune
 (+1449)
│   │   │   │   │   │   │
│   │   │   │   │   │   ├─> Catherine, citée en 1393
│   │   │   │   │   │   │
│   │   │   │   │   │   └─> Jeanne († 1420)
│   │   │   │   │   │       X 1) Louis de 
Ghistelles
 († 1415)
│   │   │   │   │   │       X 2) 
Jean
 († 1484), 
vicomte de Melun
, burgrave de 
Ghent

│   │   │   │   │   │
│   │   │   │   │   ├─> André († 1396), 
évêque de Cambrai

│   │   │   │   │   │
│   │   │   │   │   ├─> Marie
│   │   │   │   │   │   X 1) 
Jean 
II
 de Condé (fils de Robert ; sgr. du propriétaire)
 († 1391)
│   │   │   │   │   │   X 2) 
Simon 
II
, 
comte de Salm
 († 1397)
│   │   │   │   │   │
│   │   │   │   │   └─> Jeanne († 1430)
│   │   │   │   │
│   │   │   │   ├1> Jean († 1360), seigneur de 
Roussy

│   │   │   │   │
│   │   │   │   ├1> 
Jean
 (1342 † 1373), 
archevêque de Mayence
 (1371-1373)
│   │   │   │   │
│   │   │   │   ├1> Henri (1344 † 1366) chanoine à Cologne et Cambrai
│   │   │   │   │
│   │   │   │   ├1> Waléran, cité en 1347
│   │   │   │   │
│   │   │   │   ├1> Jacques
│   │   │   │   │
│   │   │   │   ├1> Jeanne († 1392), comtesse de Faucquenberghe
│   │   │   │   │   X 1) 
Guy de Châtillon
 († 1360), 
comte de Saint-Pol

│   │   │   │   │   X 2) 
Guy 
VIII
 († 1427), baron 
de La Rochefoucauld

│   │   │   │   │
│   │   │   │   ├1> Marie († 1376/1382)
│   │   │   │   │   X 
Henri 
V
 de Vaudémont
 (1327 † 1365), 
sire de Joinville
, 
comte de Vaudémont

│   │   │   │   │
│   │   │   │   ├1> Philippote († 1359)
│   │   │   │   │   X 
Raoul 
II
, sire de 
Raineval

│   │   │   │   │
│   │   │   │   └1> Catherine († 1366)
│   │   │   │       X Daniel de 
Halewyn
-Rozebeke († 1365)
│   │   │   │
│   │   │   ├─> Waléran
│   │   │   │
│   │   │   ├─> Jacques
│   │   │   │
│   │   │   └─> Catherine
│   │   │
│   │   ├─> Marie († 1337), mariée à Jean de 
Ghistelles
 († 1346 à 
Crécy
)
│   │   │
│   │   ├─> Henri (†1303)
│   │   │
│   │   ├─> Marguerite, nonne
│   │   │
│   │   ├─> Philipotte
│   │   │
│   │   └─> Elizabeth
│   │
│   ├─> 
Philippa
 (1252 † 1311)
│   │   X 
Jean 
I
er
 d'Avesnes
 (1247 † 1304), 
comte de Hainaut
 et 
de Hollande
 : grands-parents de 
Philippa
, 
reine d'Angleterre

│   │
│   ├─> Marguerite
│   │
│   ├─> Jeanne († 1310), 
abbesse de Clairefontaine

│   │
│   └─> Isabelle (1247 † 1298)
│       X 
Guy de Dampierre
 (1225 † 1304), 
comte de Namur
 et 
de Flandre

│
├2> 
Catherine de Limbourg
 (1215 † 1255)
│   X 
Mathieu 
II
 de Lorraine

│
└2> Gérard († 1276), 
comte de Durbuy
```